# Nieva (kommunhuvudort)
Nieva är en kommunhuvudort i Spanien.   Den ligger i provinsen Provincia de Segovia och regionen Kastilien och Leon, i den centrala delen av landet, 100 km nordväst om huvudstaden Madrid. Nieva ligger 841 meter över havet och antalet invånare är 349.
Terrängen runt Nieva är platt. Runt Nieva är det mycket glesbefolkat, med 6 invånare per kvadratkilometer. Närmaste större samhälle är Santa María la Real de Nieva, 2,0 km sydost om Nieva. Trakten runt Nieva består till största delen av jordbruksmark.